# Sannolikhetsfunktion
En sannolikhetsfunktion eller frekvensfunktion. är en funktion som ger sannolikheten att en diskret stokastisk variabel antar ett visst värde.
Mer precist, om X: S → R  är en diskret stokastisk variabel så definieras sannolikhetsfunktionen till X som funktionen pX: R → [0,1] sådan att
{\displaystyle p_{X}(x)=P(X=x)=P(\{s\in S:X(s)=x\}).}
I ord så är värdet av fX i punkten x lika med sannolikheten att X antar värdet x. Motsvarigheten för kontinuerliga stokastiska variabler kallas täthetsfunktion.

## Exempel
Om man låter en stokastisk variabel X bero på utfallet av ett myntkast, så består utfallsrummet S av utfallen krona eller klave. Låt X anta värdet 1 om krona fås, 0 om klave fås och anta att sannolikheten är lika stor att få krona som att få klave. Sannolikhetsfunktionen ges av:
{\displaystyle p_{X}(x)={\begin{cases}{\frac {1}{2}}&x\in \{0,1\}\\0&{\textrm {annars}}\end{cases}}}

## Egenskaper
Låt X vara en diskret stokastisk variabel. Då gäller för sannolikhetsfunktionen pX:
{\displaystyle \sum _{-\infty <x<\infty }p_{X}(x)=1}
{\displaystyle P(A\leq X\leq B)=\sum _{A\leq x\leq B}p_{X}(x)}
Om FX är X:s fördelningsfunktion fås sannolikhetsfunktionen pX ur:
{\displaystyle p_{X}(k)={\begin{cases}F_{X}(0)&k=0\\F_{X}(k)-F_{X}(k-1)&{\textrm {annars}}\end{cases}}}
Man kan beräkna en betingad sannolikhetsfunktion, givet att någon händelse B inträffat. Detta betecknas och kan räknas ut som:
{\displaystyle p_{X|B}={\begin{cases}{\frac {P_{X}(x)}{P(B)}}&x\in B\\0&{\textrm {annars}}\end{cases}}}